# Köpingebro
Köpingebro est une localité de Suède dans la commune d'Ystad. La localité compte 1 060 habitants.